# Szczawiany

Dianion szczawianowy

Szczawiany – organiczne związki chemiczne, sole i estry (ROOC−COOR i HOOC−COOR) kwasu szczawiowego. Szczawiany (sole) są zwykle trudno rozpuszczalne w wodzie. Wyjątek stanowią szczawiany amonu i metali alkalicznych.
Przykładowe sole
- szczawian wapnia
- szczawian strontu
- szczawian amonu

Przykładowe estry
- szczawian difenylu
- szczawian dimetylu

Oznaczanie szczawianów

Szczawian difenylu

Z materiału biologicznego, szczawiany rozpuszczalne i nierozpuszczalne wymywa się łącznie roztworem kwasu siarkowego na gorąco po wcześniejszym wytrąceniu ich roztworem chlorku wapnia. Stężenie szczawianów oznacza się na podstawie wyników miareczkowania mianowanym roztworem nadmanganianu potasu.